# Ермаки (Могилёвская область)
Ермаки́ (бел. Ермакі) — деревня в составе Добровского сельсовета Горецкого района Могилёвской области Республики Беларусь.

## Население
- 1999 год — 12 человек
- 2010 год — 3 человека